# Valknut

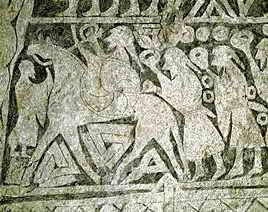
Odino con Sleipnir, i Valknut sono disegnati sotto il cavallo (Stele di Tängelgarda)

Il Valknut (lingua norrena valr, "guerrieri uccisi" e knut, "nodo") è un simbolo consistente in tre triangoli interlacciati, e appare in diversi oggetti di carattere germanico-pagano. Molte teorie sono state proposte per spiegarne il significato.
Il nome Valknut è un'invenzione moderna per descrivere il simbolo, non contemporaneo a quando lo stesso veniva usato.

## Geometria
Geometricamente, è topologicamente equivalente agli Anelli di Borromeo o il nodo a trifoglio:

Il Valknut come Anelli di Borromeo (Knot Atlas L6a4 Archiviato il 22 gennaio 2021 in Internet Archive.)
Il Valknut come nodo a trifoglio o triquetra (Knot Atlas 3_1 Archiviato il 30 agosto 2013 in Internet Archive.)
Il Valknut come catena a tre collegamenti (Knot Atlas L6n1 Archiviato il 21 gennaio 2021 in Internet Archive.)

## Reperti archeologici
Il Valknut appare in numerosi reperti risalenti all'Epoca vichinga. È chiaramente rappresentato sull'anello del fiume Nene, un anello d'oro di origine anglosassone risalente all'VIII-IX secolo.
Un letto di legno ritrovato nella Nave di Oseberg risalente all'Epoca vichinga sepolta vicino a Tønsberg, in Norvegia, presenta un'incisione del simbolo su una colonna del letto riccamente stilizzata. Alla stessa nave appartengono i frammenti dell'arazzo di Oseberg, un arazzo parzialmente conservato, raro esempio di opera tessile vichinga, sul quale si trova nuovamente rappresentato il simbolo.